# Aïn Boucherit
Aïn Boucherit (Arabisch: عين بوشريط ) is een prehistorische vindplaats gelegen in de gemeente Guelta Zerka, in de wilaya van Sétif, Algerije. In 2018 werden daar stenen werktuigen uit het Oldowan ontdekt, die dateren van 2,4 miljoen jaar geleden. Daarmee is het de oudst bekende vindplaats in Noord-Afrika. Aïn Boucherit maakt deel uit van het archeologisch complex van Aïn El-Hanech, dat verschillende sites omvat, waarvan sommige al stenen werktuigen hadden opgeleverd die rond 1,7 miljoen jaar oud waren.

## Geschiedenis van het onderzoek
In 2018 ontdekte een team onder leiding van de Algerijnse onderzoeker Mohamed Sahnouni van het Nationaal Centrum voor Prehistorisch, Antropologisch en Historisch Onderzoek (CNRPAH) van Algerije op de site van Aïn Boucherit stenen werktuigen in zeer oude stratigrafische lagen. Deelnemers aan dit project waren de Ethiopische Sileshi Semaw, en het Nationaal Centrum voor Onderzoek naar Menselijke Evolutie (CENIEH) in Burgos, Spanje.
Op 18 december 2018 verklaarde Azzedine Mihoubi, de Algerijnse minister van Cultuur, dat hij het belang van de ontdekking inzag en kondigde aan dat hij zou overgaan tot het beveiligen van de site.
De ontdekkingen openen de weg naar verdere opgravingen op de locatie.

## Beschrijving
Tot de overblijfselen behoren werktuigen van vuursteen en lokale kalksteen, en fossiele dierenbeenderen met slag- en snijsporen. Er zijn echter nog geen menselijke fossielen op de site gevonden.
De werktuigen behoren tot de Oldowan-cultuur, die al voor 2,6 Ma is gedocumenteerd in Ledi Geraru en Kada Gona in de Awash-vallei in Ethiopië, maar waarvan de oudste getuigenis in Noord-Afrika tot dan toe de site was van Aïn El-Hanech, gedateerd rond 1,7 Ma.
Het gaat onder meer om choppers van polyedrische en subsferoïdale typen, en gereedschappen met een scherpe rand bedoeld voor het in stukken snijden van kadavers van dieren.

## Analyse
De fossiele en stenen overblijfselen die op de site zijn gevonden laten niet weten of de mensen van Aïn Boucherit de geslachte dieren zelf hadden gejaagd of dat het slechts opportunistische aaseters waren. De sporen op de botten lijken er echter op te wijzen dat ze als eersten toegang hadden tot kadavers om vlees te extraheren, wat kon worden bereikt door roofdieren te verjagen vlak nadat deze hun prooi hadden gedood. In ieder geval getuigt dit van een zeker vermogen om collectieve toe-eigeningsstrategieën te implementeren.

## Dateringen
De datering van deze stenen werktuigen, moeilijk vanwege de afwezigheid van vulkanische lagen in de stratigrafie van de site, maakte gebruik van vier onafhankelijke methoden:
- de geologie van stratigrafische lagen en hun geschatte sedimentatiesnelheid
- paleomagnetisme, door geochronoloog Josep Parés van CENIEH
- biochronologie, dat wil zeggen de studie van de paleofauna van zoogdieren geassocieerd met stenen werktuigen, door paleontoloog Jan van der Made, van het Nationaal Museum voor Natuurwetenschappen in Madrid
- elektronspinresonantie toegepast op stenen gereedschappen door Mathieu Duval van de Griffith University

Het resultaat van deze analyses varieert van 1,9 tot 2,4 miljoen jaar geleden, wat betekent dat de aanwezigheid van het geslacht Homo in Noord-Afrika bijna net zo oud zou zijn als in Oost-Afrika, de enige regio in Afrika waar tot nu toe oudere stenen werktuigen zijn ontdekt.

## Paleofauna
In Aïn Boucherit werden fossielen van Mammuthus africanavus ontdekt die van ongeveer 2,2 Ma dateerden (uit het Boven-Plioceen).